# 카디프 시티 FC
카디프 시티 FC(영어: Cardiff City Football Club, 웨일스어: Clwb Pêl-droed Dinas Caerdydd)는 웨일스의 카디프를 연고로 하는 축구 클럽이다.
웨일스의 중심지인 카디프를 연고지로 하나 웨일스 프리미어리그가 아닌 잉글랜드 풋볼리그 챔피언십에 참가하고 있다. 현재까지 잉글랜드 최상위 리그에 소속되었던 웨일스 클럽은 카디프 시티 FC와 그 라이벌 팀인 스완지 시티AFC 단 두 팀뿐으로 두 팀은 각각 캐피탈원컵(칼링컵)우승과 FA컵 우승을 차지하였다.
클럽에 있어서 최대의 성공은 1927년 FA컵 우승이었으며 아스널과의 결승전은 BBC 라디오로 생중계된 최초의 축구 경기로 알려져 있다. 그리고 1967-68 시즌 UEFA 컵 위너스컵 4강에도 오른 적이 있다.
이 클럽은 2009년까지 니니언 파크를 홈 구장으로 사용하였으나, 2010년 카디프 시티 스타디움으로 이전하였다. 또한 2012년 말레이시아의 빈센트 탄이 클럽을 인수한 이후 로고와 유니폼 색상을 파란색에서 빨간색으로 바꾸었다.
2003-04 시즌 풋볼 리그 챔피언십으로 승격한 이후 상위권의 성적을 내고는 있으나 승격에는 계속 실패하고 있다. 최근 칼링컵 결승에 올랐으나 리버풀에 승부차기 끝에 패하며 준우승에 머물렀다.
2017-2018 시즌에 EFL챔피언십에서 준우승을 차지하며 5시즌만에 프리미어리그로 승격하였다.
2018-2019시즌에 프리미어리그 18위를 기록해 1시즌 만에 다시 EFL 챔피언십으로 강등되었다.

## 역대 우승 기록
리그
- 풋볼 리그 챔피언십

우승 (1): 2012-13
- 풋볼 리그 3부

우승 (1): 1946-47
- 풋볼 리그 3부 (구 풋볼 리그 4부)

우승 (1): 1992-93
- 서던 풋볼 리그 2부

우승 (1): 1912-13
- 풋볼 리그 2부 플레이오프

우승 (1): 2002-03
컵
- FA컵

우승 (1): 1926-27
- FA 채리티 쉴드

우승 (1): 1927
- 웰시 컵

우승 (22): 1911-12, 1919-20, 1921-22, 1922-23, 1926-27, 1927-28, 1929-30, 1955-56, 1958-59, 1963-64, 1964-65, 1966-67, 1967-68, 1968-69, 1969-70, 1970-71, 1972-73, 1973-74, 1975-76, 1987-88, 1991-92, 1992-93
- FWA 프리미어 컵

우승 (1): 2001-02
- FWA 웰시 유스 컵

우승 (1): 1989-90, 1994-95, 1997-98, 1999-00, 2000-01, 2001-02, 2003-04, 2005-06

## 선수단

### 현재 선수 명단
2023년 11월 11일 기준

참고: FIFA 자격 규정에 따라 소속된 국가대표팀 국기를 표시합니다. 선수는 복수의 FIFA 비회원국 국적을 가지고 있을 수 있습니다.
| 번호 | 포지션 | 국적     | 이름          |
| ---- | ------ | -------- | ------------- |
| 2    | DF     | 잉글랜드 | 리 펠티어     |
| 3    | DF     | 잉글랜드 | 조 베넷       |
| 4    | MF     | 잉글랜드 | 션 모리슨     |
| 5    | DF     | 가봉     | 브루노 에쿨레 |
| 8    | MF     | 잉글랜드 | 조 랄스       |
| 9    | FW     | 잉글랜드 | 대니 워드     |
| 11   | MF     | 잉글랜드 | 카딤 해리스   |
| 15   | DF     | 잉글랜드 | 그렉 할포드   |

| 번호 | 포지션 | 국적       | 이름                 |
| ---- | ------ | ---------- | -------------------- |
| 18   | DF     | 스코틀랜드 | 칼럼 패터슨          |
| 19   | MF     | 잉글랜드   | 나다니엘 멘데즈 라잉 |
| 20   | MF     |            | 로익 다무어          |
| 21   | MF     | 잉글랜드   | 크레이그 눈          |
| 22   | MF     | 잉글랜드   | 스튜어트 오키프      |
| 24   | DF     | 웨일스     | 데클란 존            |
| 26   | FW     | 베냉       | 프레데릭 구농베      |
| 27   | FW     | 잉글랜드   | 이브라힘 메이테      |
| 37   | FW     | 잉글랜드   | 라이스 힐리          |

### 임대 선수 명단
참고: FIFA 자격 규정에 따라 소속된 국가대표팀 국기를 표시합니다. 선수는 복수의 FIFA 비회원국 국적을 가지고 있을 수 있습니다.
| 번호 | 포지션 | 국적 | 이름 |
| ---- | ------ | ---- | ---- |

## 역대 감독
| 감독                | 임기      |
| ------------------- | --------- |
| 필 닐               | 1996      |
| 말키 맥케이         | 2011~2013 |
| 올레 군나르 솔셰르  | 2014      |
| 닐 워녹             | 2016~2019 |
| 닐 해리스           | 2019~2021 |
| 믹 맥카시           | 2021      |
| 스티브 모리슨(대행) | 2021      |
| 스티브 모리슨       | 2021~2022 |
| 사브리 라무시       | 2023      |
| 오메르 리자(대행)   | 2024      |
| 오메르 리자         | 2024 ~    |